# Dachau járás
Dachau járás egy járás Bajorországban. Dachau járás Pfaffenhofen an der Ilm, Freising, München, München, Fürstenfeldbruck, Aichach-Friedberg, Friedberg, Aichach és München járásokkal határos. Lakosainak száma 152 703 fő (2017. december 31.).

## Népesség
A járás népessége az elmúlt években az alábbi módon változott:
| Lakosok száma | 20 260 | 23 435 | 31 656 | 60 483 | 88 589 | 104 280 | 144 407 | 146 279 | 150 839 | 152 703 |
|               | 1871   | 1885   | 1925   | 1950   | 1970   | 1987    | 2013    | 2014    | 2016    | 2017    |

## Főváros
Dachau